# Georg Daniel Coschwitz

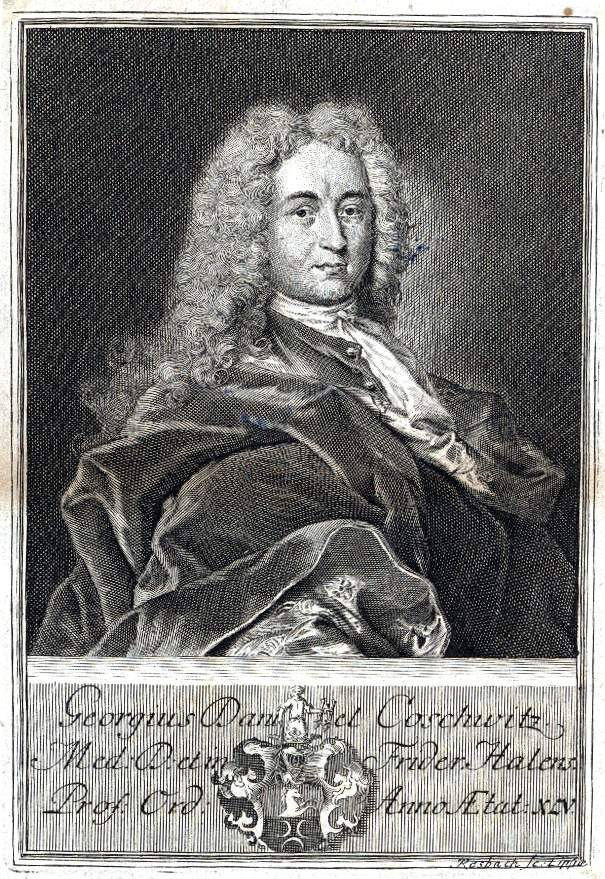
Georg Daniel Coschwitz

Georg Daniel Coschwitz (* 18. Februar 1679 in Konitz in der Region Pommerellen; † 8. Mai 1729 in Halle), auch Georg Daniel C. Coschwitz, in der Literatur fehlerhaft auch Georg David Coschwitz, genannt auch Georg Daniel Coschwitz junior, war ein deutscher Arzt und Apotheker.

## Leben
Der Sohn des Apothekers Georg Daniel Coschwitz, Leibarzt des Herzogs Ernst Bogislaw von Croy, absolvierte die Lateinschule in Stolp und studierte seit 1695  Medizin in Halle, wo er sich der Stahlschen Schule anschloss und 1699 mit der Dissertation Diss. sistens aegrum haemoptysi periodica laborantem promovierte. 1700 ließ er sich als praktischer Arzt und Geburtshelfer nieder und eröffnete  eine Apotheke. 1716 wurde er an der Universität Halle zum außerordentlichen Professor der Medizin ernannt. 1718 wurde ihm die ordentliche Professur der Anatomie übertragen, und er hielt nun Vorlesungen über Botanik, Anatomie, Chirurgie und Medizin. Er galt als fleißig,  fachlich etwas weniger begabt als beispielsweise sein jüngerer Zeitgenosse Heinrich Bass, jedoch als organisatorisch geschickt.  Zu seinen Verdiensten gehörten die Erbauung eines in Halle bis dahin nicht vorhandenen Anatomischen Theaters auf seine eigenen Kosten und die Instandsetzung  und Pflege des vor seiner Zeit stark vernachlässigten Botanischen Gartens.
Coschwitz war Mitglied der Berliner Akademie der Wissenschaften und wurde in der Fachwelt überregional durch die Publikation vermeintlicher anatomischer ‚Entdeckungen‘ bekannt, die wissenschaftlich widerlegt wurden. Insgesamt veröffentlichte er 49 medizinische Schriften. In seiner 1728 veröffentlichten Abhandlung Consideratio pathologica verteidigte er die Lehre von Georg Ernst Stahl. Er war verheiratet mit Katharina Constantia, geb. Hoffstadt, und hatte fünf Söhne und sechs Töchter.

## Ehrungen
Am 28. April 1724 wurde er mit dem Beinamen Mnesitheus zum Mitglied (Matrikel-Nr. 366) der Leopoldina gewählt.

## Schriften (Auswahl)
- Introductio in chirurgiam rationalem, Halle 1722 (Braunschweig 1755).
- Dissertatio inauguralis medica de pleuritidis verae, et peripneumoniae differentiis. (Resp. Jacob Salomon Waechtler) Hilliger, Halle 1724. (Digitalisat)
- Kurtzer und wohlgemeinter Bericht wie bey jetzigen an vielen Orthen sich hervorthuenden ansteckenden Kranckheiten und sogenandter Pest, ein jeglicher Hauss-Vater mit denen Seinigen sich praeserviren könne. Lehmann, Halle 1725. (Digitalisat)
- Consideratio pathologica, Leipzig 1728.
- Ductus salivalis novus pluribus observationibus illustratus confirmatusque, simulatque a contradictionibus vindicatus et liberatus sev continuato observationum circa hoc negotium hactenus institutarum cum necessaria brevique responsione ad disquisitionem Dom. Halle und Magdeburg 1729, PDF.
- Georgii Daniel Coschwitz, Med. Doc. Et Prof. Ordinarii Halensis etc. Organismus Et Mechanismus In Homine Vivo Obvius, Destructus Et Labefactatus, Seu Hominis Vivi Consideratio Pathologica, Leipzig  1745 (Digitalisat)